# Stanislaw Tillich
Stanislaw Tillich (sorabo: Stanisław Tilich, nacido el 10 de abril de 1959 en Räckelwitz) es un político alemán de origen sorabo, miembro de la CDU. Se desempeñó como ministro-presidente del Estado Libre de Sajonia entre 2008 y 2017. Tillich es de origen étnico sorabo y vive en Panschwitz-Kuckau, a 35 kilómetros al noreste de Dresde, cerca de Kamenz. Además de su lengua materna, el Alto sorabo, Tillich habla con fluidez alemán, checo y polaco.

## Biografía
Tillich estudió en la Universidad Técnica de Dresde después de terminar su bachillerato en el Gimnasio sorabo en Bautzen en 1977. Se graduó de la universidad en 1984. Tillich fue empleado de la administración del distrito de Kamenz entre 1987 y 1989. Más tarde se convirtió en empresario.
Stanislaw Tillich se unió a la Unión Demócrata Cristiana de Alemania Oriental en 1987 y fue miembro de la Volkskammer en 1990.  Se convirtió en miembro de la CDU actual después de la reunificación alemana ese mismo año y fue miembro del Parlamento Europeo entre 1994 y 1999, y a partir de 2004 del Parlamento Regional Sajón.
Tillich ocupó varios cargos ministeriales en el gobierno de Sajonia a partir de 1999. Fue ministro Estatal para Asuntos Federales y Europeos hasta el año 2002. En 2004 fue nombrado ministro Estatal de Medio Ambiente y Agricultura. Fue ministro Estatal de Finanzas entre  2007 y 2008.
Tillich fue propuesto por Georg Milbradt el 14 de abril de 2008 como su sucesor en el cargo de ministro presidente de Sajonia. El Parlamento Regional Sajón lo eligió el 28 de mayo de 2008, convirtiéndose en el primer jefe de Gobierno sorabo en más de mil años de convivencia sorabo-alemana en Sajonia.
El 1 de noviembre de 2014 asumió como Segundo Vicepresidente del Consejo Federal (Bundesrat), desempeñando este cargo hasta el 31 de octubre de 2015.
En octubre de 2015 fue elegido presidente del Consejo Federal. Asumió el cargo el 1 de noviembre. Exactamente un año después lo sucedió Malu Dreyer.
En octubre de 2017, Tillich anunció su renuncia como ministro-presidente sajón luego de que la AfD obtuviera más votos que su partido en Sajonia en las elecciones federales de Alemania de 2017. Michael Kretschmer le sucedió a partir de diciembre.